# Teresa Rodajo
Teresa Rodajo (ca. 1817-?) fue una pianista y compositora española del siglo XIX. Matriculada de la Sala María Cristina, Rodajo se dedicó como socia del Liceo Artístico y Literario de Madrid.

## Reseña biográfica
Rodajo estudió en Madrid, matriculada en clases de piano en el Real Conservatorio María Cristina, entre 1831 y 1834. Se formó en el conservatorio como estudiante externa, aunque en 1835 se suprimen los presupuestos del estado destinados al Real Conservatorio y no se conoce donde continuó sus estudios. En el Conservatorio Rodajo entró en una plantilla con otras mujeres jóvenes con el nombramiento de alumnas de honor por la Reina y la Junta General de profesores. Su matrícula consistía en enseñar la música de manera benévola. Rodajo y otras estudiantes de piano tomaban parte frecuente en conciertos públicos patrocinados por el conservatorio. El título del conservatorio le permitió participar en las principales reuniones filarmónicas y en el movimiento asociativo musical del género de salón aristocrático o alto burgués que caracterízan la era.

## Distinciones
Estrenó una sinfonía en el año 1842 con motivo de la apertura del nuevo local del Museo Lírico, Literario y Artístico de Madrid. La crítica que le dedicaron a esta sinfonía es la siguiente: 

«[comenzó la función] con una sinfonía a toda orquesta, compuesta por la señorita doña Teresa Rodajo, socia de la sección de música, composición de mérito que agradó a los espectadores»
 (La Iberia Musical, Año I, Núm. 21, 22-V-1842).